# Kelly Garrison
Kelly Garrison (Altus, 5 de julho de 1967) é uma ex-ginasta estadunidense, que competiu em provas de ginástica artística.
Garrison fez parte da equipe estadunidense que disputou os Jogos Pan-americanos de Indianápolis, nos Estados Unidos. Neles, foi membro da seleção bicampeã por equipes. Individualmente, conquistou ainda sua segunda vitória, na trave de equilíbrio, após superar a cubana Tania Guia, e o bronze no concurso geral, em disputa vencida pela compatriota Sabrina Mar, em um pódio totalmente norte-americano. Ao longo da carreira, foi ainda a capitã da seleção que disputou os Jogos Olímpicos de Seoul, na Coreia do Sul, nos quais obteve como melhores colocações, o quarto lugar na prova por equipes e o sétimo na final da trave. Além, entre os anos de 1983 e 1987, compôs o time que disputou o Mundial de Budaspeste, o Mundial de Montreal e o Mundial de Roterdã, todos sem conquistar medalhas. Aposentada, tornou-se empresária e trabalha também dando palestras de motivação, como coreógrafa e consultora da modalidade.